# Гармењак Мали (Курба Вела)
43° 42′ 30″ N 15° 27′ 47″ E / 43.70833° С; 15.46306° И
Гармењак Мали је ненасељено острвце у хрватском дијелу Јадранског мора. Налази се у Корнатском архипелагу око 0,3 km југозападно од крајњег западног рта острвцета Курба Вела — Рта Курба. Дио је Националног парка Корнати. Његова површина износи 0,049 km², док дужина обалске линије износи 0,84 km. Највиши врх је висок 29 m. Грађен је од кречњака кредне старости. Административно припада општини Муртер-Корнати у Шибенско-книнској жупанији.